# Селла (перевал)
Перевал Селла (итал. Passo Sella, нем. Sellajoch, ладинск. jëuf de Sela) — высокогорный перевал между провинциями Тренто и Больцано в итальянских альпах. Наивысшая точка — 2240 метра над уровнем моря.

## Велоспорт
Перевал Селла является одним из лучших мест для велосипедистов со всего мира, так как он часто присутствовал на маршруте Джиро д'Италия и один из легендарных перевалов, на котором разворачивались события с участием сильнейших велогонщиков разных эпох.
Также перевал Селла является одним из четырех объектов Sellaronda Bike Day (также называемый Giro del Gruppo del Sella или Giro dei quattro passi), которая предусматривает последовательный подъём на четыре перевала Камполонго, Гардена, Селла и Пордои расположенных на круговом маршруте. Начать соревнование можно с любого перевала стартуя из Араббов (BL), Корвару (BZ), Сельва-ди-Валь-Гардена (BZ) или Канацеи (TN).
Через перевал также проходит престижная велогонка Maratona dles Dolomites.

## Джиро д'Италия
Во время Джиро д'Италия на перевале Селла дважды разыгрывалась престижная премия Cima Coppi, вручаемая за покорения самой высокой точки гонки и однажды Montagna Pantani.
| Год  | Этап | Первый на вершине        | Сторона | Премия           |
| ---- | ---- | ------------------------ | ------- | ---------------- |
| 1969 |      | Клаудио Микелотто (ITA)  |         | Cima Coppi       |
| 1998 |      | Марко Пантани (ITA)      |         | Cima Coppi       |
| 2016 | 14   | Давид Лопес Гарсия (ESP) |         | Montagna Pantani |